# Benito Pabón
Benito Pabón y Suárez de Urbina (Sevilla, 25 de març de 1895- Panamà, 1958) va ser un advocat i polític sindicalista andalús, diputat membre del Congrés dels Diputats d'Espanya per la ciutat de Saragossa durant l'última legislatura del període republicà.
Considerat l'advocat dels obrers i camperols de la CNT. Pertanyia a una família benestant, i estudià amb els jesuïtes i a l'Institut de Dret de Sevilla. Exercí com a advocat laboralista tant a Granada com a Saragossa i Madrid. Formava part del corrent "trentista", passant pel Partit Republicà Democràtic Federal fins a acabar en el Partit Sindicalista d'Ángel Pestaña.
El seu germà Jesús també va ser elegit diputat a les eleccions generals espanyoles de 1936 per la CEDA arribaria a ser més tard Director de la Reial Acadèmia de la Història.

## Segona república
Com a advocat s'ocupa de la defensa dels camperols implicats als fets de Casas Viejas, dels de Sevilla (maig 1932), així com dels empresonats després de la insurrecció de Cadis de 1933.
A les eleccions de 1936 va ser escollit diputat per la circumscripció de la ciutat de Saragossa amb 44.545 vots de 85.178 emesos, sent Mariano Joven Hernández el candidat més votat de la seva circumscripció amb 66.859 vots.
El 3 de juliol de 1936 replica en seu parlamentària a Ángel Galarza en relació amb la Llei d'amnistia de presos politicosocials, argumentant contra la interpretació donada a la Ley de vagos y maleantes
| «                                                                      | "... El concepte que s'ha tingut a Espanya respecte a l'amnistia responia a la realitat jurídica de no existir la Ley de Vagos y maleantes, que és una pena en la realitat, perquè les coses són com són i no com les vulguem anomenar, i encara que nosaltres ens obstinem a dir que la presó que estan sofrint aquests declarats perillosos socials no és una pena, que vagin a preguntar-los-ho-hi, o als seus fills, sinó constitueix una veritable pena i un càstig el que estan patint en la realitat. Però si no hi hagués una raó jurídica per al que pretenc hi hauria una raó pràctica: la de voler donar compliment a una promesa de pacte electoral.." | » |
| — Diari de Sessions de les Corts, nº 56, 3 de juliol de 1936, p. 1880. | |   |

## Guerra civil
El 18 de juliol de 1936 es trobava en Madrid, incorporant-se a la Columna Águilas de la libertad. Fou
membre del Consell Regional de Defensa d'Aragó i de la Comissió Jurídica del Ministeri de Justícia d'Espanya durant el ministeri de Joan García Oliver.
Advocat defensor del Partit Obrer d'Unificació Marxista va haver d'exiliar-se agost de 1938, i comentava l'esdevingut en el fets de maig de 1937.
| «                                                                            | "... I aquesta hegemonia del Partit Comunista suposa, i els fets ho demostren, la implantació dels mètodes polítics característics de Rússia. La desaparició i assassinat d'Andreu Nin va ser un símptoma alarmant i tràgic. L'organització comunista, amb la complicitat dels sectors de la Direcció general de burlant la bona fe del senyor Julián Zugazagoitia —tan bon periodista com a detestable ministre de la Governació—, va segrestar i va assassinar i no bastant-li amb això, va inventar l'absurd conte, molt apropiat per a nens o idiotes, d'haver estat arrabassat a la policia per una organització feixista, amb la qual l'ex-secretari de la Internacional Sindical Roja —segons ells- estava de perfecte acord...." | » |
| — Carta al Comitè Executiu clandestí del Partit Obrer d'Unificació Marxista. | |   |

## Segona guerra mundial
Després d'una curta estada a França va marxar cap a les Filipines, però després de l'ocupació de Manila per les forces japoneses fou tancat a la presó militar del Fuerte Santiago, d'on en seria alliberat en la tardor de 1942. Aleshores marxà a Amèrica Llatina, guanyant-se la vida com a professor de llengua castellana a Santiago de Veraguas i a Colón (Panamà), on s'establí definitivament després d'una estada a Mèxic. Formà part de l'agrupació de la CNT de tendència possibilista.